# Atrophy
Atrophy is een Amerikaanse thrashmetalband, afkomstig uit Tucson, Arizona. Tussen 1986-1987 stond de band bekend als Heresy, niet te verwarren met Britse hardcore punkgroep Heresy.  In 1992 stopte de band, maar maakte een doorstart in 2015.

## Artiesten
- Brian Zimmerman - vocalist
- Chris Lykins - gitarist
- Rick Skowron - gitarist
- James Gulotta - bassist
- Tim Kelly - drummer

## Discografie
- 1988 - Socialized Hate (Roadrunner Records)
- 1990 - Violent By Nature (Roadrunner Records)